# Mandschurosaurus amurensis
Mandschurosaurus amurensis es la única especie conocida del género dudoso extinto  Mandschurosaurus  (deu. “lagarto de Manchuria”) de dinosaurio ornitópodo hadrosáurido, que vivieron a finales del período Cretácico, 75 millones de años, en el Campaniense de Asia. Encontrado en la ribera derecha del Río Amur, Blagovéshchensk, Rusia. La primera especie colectada Mandschurosaurus amurensis, se encontró en el año 1914 y fue descrito en 1930 por Riabinin. Se encuentra montado en Museo Central de Geología y Prospección de San Petersburgo, pero la mayor parte de él son piezas de plástico. Representa a un hadrosáurio de unos 8 metros de largo.
El material tipo fue referido en un principio a Trachodon, también dudosa, pero luego se lo regresó al género dado por Riabinin en 1930. Existe un gran debate sobre la autenticidad del género. Brett-Surman en 1979 fueron los primeros en considerarlo nomen dubium, sin embargo en muchos trabajo continua apareciendo como válido, Chapman y Surman, 1990. Más recientemente, Horner et al. en 2004 enlistó a la especie tipo como dudosa. A través de los años varias especies se han referido al género Mandschurosaurus amurensis, Mandschurosaurus mongoliensis, Mandschurosaurus jiainensis y Mandschurosaurus laosensis. Horner et al. en 2004 consideran a M. mongoliensis como sinónimo de Gilmoreosaurus y M. laosensis como nomen dubium y posiblemente no haya sido un hadrosáurido. Anteriormente se había asignado M. jiainensis a Charonosaurus jiainensis . Solo la especie original de Raibinin, M. amurensis, es posiblemente un taxón válido.